# 中国驻克罗地亚大使列表
本列表为中華人民共和國驻克罗地亚历任大使名录。

## 历任中国驻克罗地亚大使

### 中华民国（汪精卫政权）驻克罗地亚独立国公使（1942年－1945年）
1941年7月，克罗地亚独立国追随轴心国承认汪精卫政权。
| 姓名   | 任命          | 到任   | 递交国书 | 免职 | 离任 | 外交衔级 | 外交职务     | 备注           | 备注 |
| ------ | ------------- | ------ | -------- | ---- | ---- | -------- | ------------ | -------------- | ---- |
| 吴凯声 | 1942年2月28日 | 未到任 |          |      |      | 公使     | 特命全权公使 | 驻意大利大使兼 |      |

### 中华人民共和国驻克罗地亚大使（1992年至今）
1992年4月27日，中国承认克罗地亚共和国。5月13日，正式建交。
| 姓名   | 任命           | 任命           | 到任           | 递交国书       | 免职           | 免职           | 离任         | 外交衔级 | 外交职务     | 备注     |
| 姓名   | 全国人大常委会 | 主席           | 到任           | 递交国书       | 全国人大常委会 | 主席           | 离任         | 外交衔级 | 外交职务     | 备注     |
| ------ | -------------- | -------------- | -------------- | -------------- | -------------- | -------------- | ------------ | -------- | ------------ | -------- |
| 关裕森 | 不適用         | 不適用         |                | 1992年8月11日  | 不適用         | 不適用         | 1993年3月    |          | 临时代办     | 筹备开馆 |
| 谢锡勤 | 1992年12月28日 | 1993年3月2日   | 1993年3月      | 1993年3月25日  | 1997年5月9日   | 1997年8月4日   | 1997年7月    | 大使     | 特命全权大使 |          |
| 李国邦 | 1997年5月9日   | 1997年8月4日   | 1997年8月      | 1997年9月12日  | 2000年7月8日   | 2000年12月4日  | 2000年10月   | 大使     | 特命全权大使 |          |
| 智昭林 | 2000年7月8日   | 2000年12月4日  | 2000年11月     | 2000年11月30日 | 2004年6月25日  | 2004年10月14日 | 2004年6月    | 大使     | 特命全权大使 |          |
| 吴正龙 | 2004年6月25日  | 2004年10月14日 | 2004年6月      | 2004年9月21日  | 2007年6月29日  | 2007年10月30日 | 2007年9月    | 大使     | 特命全权大使 |          |
| 吴连起 | 2007年6月29日  | 2007年10月30日 | 2007年10月24日 | 2007年11月19日 | 2010年2月26日  | 2010年6月10日  | 2010年5月    | 大使     | 特命全权大使 |          |
| 申知非 | 2010年2月26日  | 2010年6月10日  | 2010年5月21日  | 2010年6月9日   | 2013年8月30日  | 2014年1月16日  | 2013年12月   | 大使     | 特命全权大使 |          |
| 邓英   | 2013年8月30日  | 2014年1月16日  | 2013年12月28日 | 2013年12月30日 | 2016年11月7日  | 2017年3月12日  | 2017年2月    | 大使     | 特命全权大使 |          |
| 胡兆明 | 2016年11月7日  | 2017年3月12日  | 2017年3月6日   | 2017年3月27日  | 2019年2月27日  | 2019年7月4日   | 2019年5月6日 | 大使     | 特命全权大使 |          |
| 许尔文 | 2019年2月27日  | 2019年7月4日   | 2019年6月10日  | 2019年6月27日  | 2021年8月20日  | 2021年12月3日  | 2021年10月   | 大使     | 特命全权大使 |          |
| 齐前进 | 2021年8月20日  | 2021年12月3日  | 2021年11月14日 | 2021年12月16日 | 现任           |                |              | 大使     | 特命全权大使 |          |